# Triangolo nero

Il triangolo nero utilizzato nei lager nazisti

Il triangolo nero era il simbolo di stoffa affibbiato sulla divisa degli internati nei campi di concentramento nazisti classificati come "asociali".

## Utilizzo nei lager nazisti
Il triangolo nero era assegnato nei lager nazisti agli individui classificati come "asociali", cioè a quelli ritenuti una minaccia ai valori ideologici delle famiglie del Terzo Reich.
La maggioranza di questi prigionieri erano malati mentali, senzatetto, alcolisti, coloro che erano ritenuti "fannulloni", prostitute e lesbiche. 
Con il triangolo nero, e una lettera Z, erano classificati anche i Rom e Sinti, ai quali, però, nei lager era talora affibbiato un triangolo marrone.
I triangoli neri erano solitamente attribuiti agli appartenenti alle classi inferiori.

## Controversie sull'uso del simbolo
Nei meticolosi registri dei nazisti non vi è traccia documentata del fatto che il triangolo nero sia mai stato imposto su donne lesbiche o che gruppi di lesbiche siano mai stati confinati in campi di concentramento. 
L'archivio del "memorial" di Ravensbrück ha posto in evidenza il caso di quattro donne che furono segnalate con un ulteriore marchio di lesbica: due di esse furono perseguite per motivi politici mentre le altre due per il fatto di essere ebree. Ad una delle internate ebree fu dato un triangolo nero per aver avuto rapporti sessuali con persone non ebraiche.
È possibile che la testimonianza che il triangolo nero venisse assegnato alle lesbiche sia stata data per la prima volta in Playing for Time (Sursis pour l'orchestre), una memoria sull'Olocausto della francese Fania Fénelon. Questa memoria include temi lesbici e descrive una sera di festa nelle baracche degli asociali come “la festa da ballo dei triangoli neri” (invece, sicuramente, gli uomini con "sessualità devianti" venivano indicati con il triangolo rosa, perseguiti in base al "paragrafo 175", che non faceva riferimento alle donne).